# Пушица
Пуши́ца, устар. Пухонос (лат. Erióphorum), — род цветковых растений семейства Осоковые. Многолетние корневищные травы, широко распространённые в Северном полушарии, растут преимущественно на болотах и других увлажнённых местах. Род включает около 30 видов, около половины из них встречается на территории бывшего СССР. По весне растения этого рода, особенно Пушица влагалищная, играют важную роль в качестве пищевых растений для всех травоядных животных тундры.

## Распространение
Ареал вида охватывает холодные и умеренные регионы Северного полушария, а также некоторые горные регионы тропиков и субтропиков. Большинство видов обладает широким ареалом. Ряд видов относится к числу характерных растений Арктики.
|  |
|  |

Встречаются большей частью в арктической и лесной зонах, а также в альпийском поясе гор — на увлажнённых участках, часто на болотах, по лесам и берегам водоёмов. Некоторые виды, например, пушица влагалищная, предпочитают верховые болота (Eriophorum vaginatum), другие обычно растут обычно на низинных и ключевых болотах (Eriophorum angustifolium, Eriophorum latifolium).
В Арктике пушица растёт в разных типах болотистых тундр: на покрытых плотным моховым покровам заторфованным участкам, на местах с открытым, лишённым значительно развитого мохового покрова грунтом. Отдельные виды положительно влияют на вытаптывание мхов северными оленями и другие изменения растительного покрова, связанные с деятельностью человека, и становятся придорожными растениями.
В России, по данным Большой российской энциклопедии (2015), встречается 15 видов, растущих (нередко — в массовом количестве) в тундре, лесной зоне, горах (в альпийском поясе).

## Ботаническое описание
Представители рода — многолетние травянистые корневищные растения. Корневище может быть как ползучим (например, у Eriophorum angustifolium), так и, реже, укороченным (например, у Eriophorum vaginatum), в последнем случае растения образуют кочки. Стебли взрослых растений имеют высоту от 5 до 100 см (изредка — до 120 см). Стебли одиночные или сближенные, трёхгранные или цилиндрические.
Листья прикорневые — линейные, листья стеблевые — укороченные либо редуцированные до влагалищ (например, у Eriophorum vaginatum).
Цветки многочисленные, обоеполые, заключены по одному в пазухах спирально расположенных плёнчатых кроющих чешуек и образуют плотные овальные или шаровидные колосья, расположенные одиночно на концах стеблей или собранные в зонтиковидные соцветия. Околоцветник состоит из гладких и мягких волосков белой, иногда рыжеватой окраски — обычно многочисленных, но у некоторых видов в количестве шести; после цветения эти волоски сильно удлиняются (во много раз превышая длину плода) и образуют густую пушистую головку — так называемую «пуховку». Тычинок три. Пестик один, с опадающим столбиком, с тремя рыльцами (то есть по системе Линнея род попадал в первый отряд, Monogynia, третьего класса, Triandria).
Плод — трёхгранный или четырёхгранный орешек длиной от 1,5 до 3 мм, с коротким носиком.
Зелёные части некоторых видов пушицы весной начинают расти, ещё находясь под снегом.

## Значение, применение
Все представители рода являются торфообразователями; некоторые виды играют весьма важную роль в торфообразовательных процессах, составляя главную массу так называемого «пушицевого торфа».
Северные олени поедают пушицу круглый год, в том числе осенью и зимой, выкапывая её из-под снега, при этом они съедают и прошлогодние листья, и корневища. Ранней весной многие виды пушицы, в первую очередь пушица влагалищная, являются ценным кормом для всех травоядных животных тундры, в том числе лосей и леммингов, при этом для северных оленей после таяния снега в тундре этот вид пушицы нередко становится основным кормом. Поедают пушицу (её стебли) и водоплавающие птицы — например, гуси. Что касается домашнего скота, пушица поедается им неохотно и только ранней весной, объясняется это жёсткостью растений. В то же время известный полярный исследователь С. М. Успенский считал, что некоторые виды пушицы (особенно пушицу влагалищную) следует рассматривать в качестве перспективных кандидатов на роль весенних кормовых растений для домашних животных. Своё мнение он обосновывал тем, что зелёные части растений доступны для поедания ещё до окончательного таяния снега, кроме того, содержание белков, сахаров, витаминов и микроэлементов в пушице по весне достаточно высоко.
Некоторые виды используются в ландшафтном дизайне при оформлении водоёмов, среди них — Eriophorum angustifolium [syn. Eriophorum polystachion], Eriophorum chamissonis [syn. Eriophorum russeolum], Eriophorum gracile, Eriophorum humile, Eriophorum latifolium, Eriophorum scheuchzeri, Eriophorum vaginatum.
Соцветия некоторых видов пушицы используют в срезанном виде в конце цветения в качестве компонентов цветочных букетов — как живых, так и сухих.
Пуховки раньше использовались для набивки подушек, в бумажном производстве, для изготовления фитилей, трута, головных уборов, в качестве примеси к овечьей шерсти при изготовлении суконных тканей или к хлопку, шёлку при изготовлении хлопчатобумажных, шёлковых тканей и т. д.

## Классификация

### Таксономическое положение
|  |                       |  |                  |                   |                      |  | ещё 10 порядков (согласно Системе APG III) | ещё 10 порядков (согласно Системе APG III)                    |                                                               |  |                |  | ещё около 110 родов, в том числе Осока | ещё около 110 родов, в том числе Осока |  |
|  |                       |  |                  |                   |                      |  | ещё 10 порядков (согласно Системе APG III) | ещё 10 порядков (согласно Системе APG III)                    |                                                               |  |                |  | ещё около 110 родов, в том числе Осока | ещё около 110 родов, в том числе Осока |  |
|  |                       |  |                  | класс Однодольные |                      |  |                                            |                                                               | семейство Осоковые                                            |  |                |  |                                        |                                        |  |
|  |                       |  |                  | класс Однодольные |                      |  |                                            |                                                               | семейство Осоковые                                            |  | около 30 видов |  |                                        |                                        |  |
|  | отдел Покрытосеменные |  |                  |                   | порядок Злакоцветные |  |                                            |                                                               | род Пушица                                                    |  |                |  |                                        |                                        |  |
|  | отдел Покрытосеменные |  |                  |                   |                      |  |                                            |                                                               |                                                               |  |                |  |                                        |                                        |  |
|  |                       |  | класс Двудольные | класс Двудольные  |                      |  |                                            | ещё 15 семейств (согласно Системе APG III), в том числе Злаки | ещё 15 семейств (согласно Системе APG III), в том числе Злаки |  |                |  |                                        |                                        |  |
|  |                       |  |                  | класс Двудольные  |                      |  |                                            |                                                               | ещё 15 семейств (согласно Системе APG III), в том числе Злаки |  |                |  |                                        |                                        |  |

### Виды
По информации базы данных The Plant List (2013), род включает 27 видов (включая 7 гибридных):
- Eriophorum angustifolium Honck. — Пушица узколистная. Вид более известен под названием, которое сейчас считается синонимом: Eriophorum polystachion L. — Пушица многоколосковая. Евразия, Северная Америка. Растение низинных и ключевых болот
- Eriophorum × beringianum Raymond = Eriophorum angustifolium × Eriophorum chamissonis. Аляска, Алеутские острова, Магаданская область
- Eriophorum brachyantherum Trautv. & C.A.Mey. — Пушица короткопыльниковая. Евразия, Северная Америка
- Eriophorum callitrix Cham. ex C.A.Mey. — Пушица красивощетинковая. Арктическая Сибирь, Северная Америка
- Eriophorum chamissonis C.A.Mey. — Пушица Шамиссо. Евразия, Северная Америка
- Eriophorum churchillianum Lepage
- Eriophorum comosum (Wall.) Nees
- Eriophorum crinigerum (A.Gray) Beetle
- Eriophorum × fellowsii (Fernald) M.S.Novos. = Eriophorum virginicum × Eriophorum viridicarinatum. Запад США, Канада
- Eriophorum gracile Koch — Пушица стройная. Евразия, Северная Америка
- Eriophorum × gracilifolium M.S.Novos. = Eriophorum gracile × Eriophorum latifolium. Европейская часть России
- Eriophorum humile Turcz. — Пушица низкая. Сибирь, Дальний Восток, Средняя Азия
- Eriophorum latifolium Hoppe — Пушица широколистная. Евразия, Северная Америка. Растение низинных и ключевых болот
- Eriophorum × medium Andersson — Пушица средняя = Eriophorum chamissonis × Eriophorum scheuchzeri. Евразия, Северная Америка
- Eriophorum microstachyum Boeckeler
- Eriophorum × polystachiovaginatum Beauverd = Eriophorum angustifolium × Eriophorum vaginatum
- Eriophorum porsildii Raymond
- Eriophorum × pylaieanum Raymond = Eriophorum chamissonis × Eriophorum vaginatum. Северная Америка
- Eriophorum × rousseauianum Raymond = Eriophorum angustifolium × Eriophorum scheuchzeri. Северная Америка
- Eriophorum scabriculme (Beetle) Raymond. Вьетнам
- Eriophorum scheuchzeri Hoppe — Пушица Шейхцера. Евразия, Северная Америка (в том числе Гренландия)
- Eriophorum tenellum Nutt. Северная Америка
- Eriophorum tolmatchevii M.S.Novos. — Пушица Толмачёва. Якутия
- Eriophorum transiens Raymond. Китай
- Eriophorum vaginatum L. typus[1] — Пушица влагалищная. Евразия, Северная Америка. Растение верховых болот, образует кочкарники
- Eriophorum virginicum L. — Пушица вирджинская. Северная Америка
- Eriophorum viridicarinatum (Engelm.) Fernald. Северная Америка

Ещё семь видовых названий этого рода в The Plant List (2013) имеют статус unresolved name, то есть относительно них нельзя однозначно сказать, следует ли их использовать — либо их следует свести в синонимику других видов.

## Пушица в геральдике, на почтовых марках

Пушица на гербе коммуны Нойенкирхен

Пушица с характерной для растений этого рода «пуховкой» изображена на гербе коммуны Нойенкирхен (Германия, Шлезвиг-Гольштейн).
В нескольких странах были выпущены почтовые марки с изображением пушицы:
- в 1950 году в Бельгии, в серии «В пользу лиги борьбы с туберкулёзом» (Eriophorum vaginatum)[10];
- в 1989 году в Гренландии, в серии «Растения острова» (Eriophorum scheuchzeri)[11];
- в 1998 году в Швейцарии, в серии «Pro Patria» (Eriophorum sp.)[12];
- в 2011 году в Словении, в серии «Растения болот» (Eriophorum vaginatum)[13];
- в 2012 году во Франции, в серии «Parc naturel régional de Millevaches en Limousin» (Eriophorum sp.)[14].

## Комментарии
1. ↑  Ударение на второй слог — согласно Большой российской энциклопедии[2].